# Андріїшин (хутір)
Андріїшин (рос. Андриишин, Хутор Андриишина) — колишній хутір у Топорівській волості Сквирського повіту Київської губернії.
В 1900 році хутір налічував 2 двори та 6 мешканців, з них 2 чоловіків та 4 жінки. Відстань до повітового центру, м. Сквира, складала 28,5 верст, до волосної управи в селі Топори, де знаходилась також найближча земська поштова станція — 0,5 версти, до найближчої залізничної станції, Зарудинці, де також знаходилась найближча телеграфна станція, — 7 верст, до поштової казенної станції, в містечку Ружин, — 10 верст.
Станом на 1926 рік не перебуває на обліку населених пунктів.

## Господарство
Заняттям мешканців було рільництво, застосувалась трипільна система обробітку. Землі, в кількости 3 десятин, належали селянинові Потапові Андріїшину.